# Mervana Jugić-Salkić
Mervana Jugić-Salkić (Zenica, 14. svibnja 1980.) je  bosanskohercegovačka tenisačica. Tenisom se profesionalno počela baviti 1999. godine.

## Životopis
Rodila se je u obitelji Hasihe i Hidajeta Jugića. Tenisom se počela baviti s navršenih trinaest godina. Govori bošnjačkim jezikom kao materinskim, te se služi i engleskim jezikom. Prvi je nastup imala u Šibeniku, 1997. godine (po ITF-u).

## Pojedinačno

### Grand Slam nastupi
| Turniri         | 2006. | 2005. | 2004. |
| --------------- | ----- | ----- | ----- |
| Australian Open | q1    | -     | q2    |
| French Open     | q1    | 1r    | 1r    |
| Wimbledon       |       | q2    | 1r    |
| US Open         |       | q1    | q3    |

| Legenda (Dublovi)    |
| Grand Slam (0)       |
| WTA prvenstvo (0)    |
| Podloga i Nastup (0) |
| WTA Tour (2)         |
| ITF Circuit (0)      |

## Parovi (2)
| Br. | Datum               | Turnir                      | Partneri              | Podloga | Protivnik u finalu                       | Rezultat      |
| 1.  | 10. siječnja, 2004. | WTA / Auckland, Novi Zeland | Jelena Kostanić-Tošić | Tvrda   | Paola Suarez / Virginia Ruano Pascual    | 7:6, 3:6, 6:1 |
| 2.  | 10. lipnja, 2005.   | WTA / Modena, Italija       | Yulia Beygelzimer     | Tvrda   | Gabriela Navratilova / Mihaela Pastikova | 6:2, 6:0      |

## Vanjske poveznice
- Mervana Jugić-Salkić, profil  Arhivirana inačica izvorne stranice od 7. rujna 2009. (Wayback Machine)